# Konrad Formela
Konrad Formela (ur. 8 marca 1995 w Rybniku) – polski siatkarz, grający na pozycji przyjmującego. 
Od pierwszej do czwartej klasy szkoły podstawowej uprawiał wschodnie sztuki walki. Był wicemistrzem Polski w swojej kategorii wiekowej w kung-fu.
Jego dziewczyną jest Izraelka, która nazywa się May Shir-On.

## Przebieg kariery
| Lata                      | Klub                            |                   |                   |                   |                   |                   |                   |                   |                   |                   |
| Kariera juniorska         | Kariera juniorska               | Kariera juniorska | Kariera juniorska | Kariera juniorska | Kariera juniorska | Kariera juniorska | Kariera juniorska | Kariera juniorska | Kariera juniorska | Kariera juniorska |
| ------------------------- | ------------------------------- | ----------------- | ----------------- | ----------------- | ----------------- | ----------------- | ----------------- | ----------------- | ----------------- | ----------------- |
| 2010–2014                 | Jastrzębski Węgiel (Młoda Liga) |                   |                   |                   |                   |                   |                   |                   |                   |                   |
| Kariera seniorska         |                                 |                   |                   |                   |                   |                   |                   |                   |                   |                   |
| 2014–2016                 | Jastrzębski Węgiel              |                   |                   |                   |                   |                   |                   |                   |                   |                   |
| 2016–2017                 | Effector Kielce                 |                   |                   |                   |                   |                   |                   |                   |                   |                   |
| 2017–2018                 | Biogas Volley Näfels            |                   |                   |                   |                   |                   |                   |                   |                   |                   |
| 2018–2019                 | Tuscania Volley                 |                   |                   |                   |                   |                   |                   |                   |                   |                   |
| 2019–2020                 | Hapoel Kefar Sawa               |                   |                   |                   |                   |                   |                   |                   |                   |                   |
| 2020–2022 (do 07.01.2022) | SK Zadruga Aich/Dob             |                   |                   |                   |                   |                   |                   |                   |                   |                   |
| 2022 (od 09.01.2022)      | Dinamo Bukareszt                |                   |                   |                   |                   |                   |                   |                   |                   |                   |
| 2022–2023                 | BBTS Bielsko-Biała              |                   |                   |                   |                   |                   |                   |                   |                   |                   |
| 2023–                     | Cerrad Enea Czarni Radom        |                   |                   |                   |                   |                   |                   |                   |                   |                   |

## Sukcesy klubowe

### juniorskie
Młoda Liga:
- 2016

### seniorskie
Liga szwajcarska:
- 2018

Puchar Austrii:
- 2021

Liga austriacka:
- 2021

Liga rumuńska:
- 2022[7]